# 广州石油化工厂铁路专用线
广州石油化工厂铁路专用线，又称“广州石油化工厂专用线”、“广州石化专用线”、“广州石化支线”，是广州石油化工厂配套的铁路专用线，位于中国广东省广州市黄埔区。

## 历史
- 1974年，广州石油化工厂铁路专用线开工[1]。
- 1975年7月，广州石油化工厂铁路专用线正式开通运营[1][2]。
- 1978年4月，广州石油化工厂铁路专用线其他配套设备全部竣工，由广州铁路局代管[1][2]。
- 1981年6月，广州石油化工厂铁路专用线交回该厂自行管理[1][2]。

## 线路

### 走向
广州石油化工厂铁路专用线由广州市黄埔区红山街道元安街130号广深铁路下元火车站西端左侧出岔，向西北行，在厂区东侧0.5千米处设工业站5股道，在工厂区设站6股道。

### 轨道线数据
截至2000年，广州石油化工总厂工业站已扩建为9股道、厂区站13股道、煤场2股道，线路总长9.930公里，钢轨大部分为每米50公斤，站台9处，总长1115米。信号系统采用6502电气集中联锁、ZD6电动道岔。配备东德产机车1台、国产机车2台，自备车141辆，其中轻油罐车35辆、粘油罐车45辆、液化气罐车6辆、沥青罐车55辆，年运量140万吨。